# Drept constituțional
Dreptul constituțional reprezintă o ramură importantă a dreptului public, cuprinzând totalitatea normelor juridice care reglementează relațiile sociale fundamentale ce apar în procesul instaurării, menținerii și exercitării puterii statale[1]. Această disciplină este esențială pentru definirea principiilor de organizare a statului, structura și modul de funcționare a instituțiilor de guvernare, precum și pentru stabilirea drepturilor și obligațiilor fundamentale ale cetățenilor în raporturile lor cu statul.
Definiția dreptului constituțional poate fi completată prin numeroase caracterizări, având în vedere două perspective majore: una care privește dreptul constituțional ca expresie a autorității, iar cealaltă ca expresie a libertății. Aceste două elemente, autoritatea și libertatea, sunt interdependente și necesită conciliere pentru a asigura o guvernare justă și echilibrată.
Un aspect semnificativ în dezvoltarea dreptului constituțional este creșterea importanței justiției constituționale. Aceasta servește ca o instanță de apărare a drepturilor și libertăților fundamentale și, prin intermediul său, ca instrument de conciliere a libertății și autorității. De-a lungul timpului, justiția constituțională a devenit o placă turnantă în relația complexă dintre societatea civilă și stat, precum și între libertate și autoritate. Prin intermediul acestei instituții, se orientează evoluția dreptului constituțional și procesul de constituționalizare a dreptului în ansamblul său.

## Istoric al studiului dreptului constituțional
Prima catedră purtând denumirea de drept constituțional a fost creată la Ferrara, în anul 1797, sub conducerea lui Giuseppe Compagnoni di Luzo. Tot un italian, Pellegrino Rossi, a fost primul titular al unei catedre de drept constituțional în Franța, înființată la Paris, în anul 1834.
În România, dreptul constituțional a fost inclus, inițial, în programa facultăților de drept împreună cu dreptul administrativ, sub denumirea de Drept public. În anul 1864, profesorul A. Codrescu își intitulează, deja, cursul cu denumirea "Dreptul constituțional" (1864), iar în anul 1881, la Brăila, apare lucrarea cu numele "Elemente de drept constituțional", scrisă de Christodul J. Suliotis. Conceptul de drept constituțional s-a cristalizat însă definitiv prin predarea și publicarea la Facultatea de Drept din Iași a cursului de drept constituțional al profesorului Constantin Stere (1910) și, apoi, la Facultatea de Drept din București a cursului de drept constituțional al profesorului Constantin G. Dissescu

## Izvoarele dreptului constituțional
Izvoarele dreptului constituțional includ următoarele tipuri de acte normative:
- Constituția;
- Legea, ca act juridic al Parlamentului;
- Regulamentele parlamentare;
- Ordonanțele Guvernului;
- Tratatele internaționale.

## Problema cutumei ca izvor de drept constituțional
Cutuma (sau obiceiul juridic) este considerată în unele sisteme constituționale ca izvor de drept constituțional, caz în care se observă că obiceiul nu poate interveni contra legem (adică împotriva legii, având o funcție abrogatorie), ci numai pentru a completa eventuale lacune ale dreptului scris, permițând sau facilitând interpretarea acestuia.
În România, obiceiul a fost recunoscut ca izvor al dreptului sub regimul constituțiilor de la 1866, 1923, 1938 și al legislațiilor adoptate pe baza acestora. Sub imperiul constituțiilor din 1948, 1952 și 1965 obiceiul era îngăduit numai cu titlu excepțional, în anumite ramuri de drept, atunci când legea o spunea expres.
Actuala constituție admite obiceiul ca izvor de drept numai pentru anumite situații - de exemplu, conform art.44 (protecția proprietății private) se arată că dreptul de proprietate obligă la respectarea sarcinilor privind protecția mediului și asigurarea bunei vecinătăți, precum și la respectarea celorlalte sarcini care, potrivit legii și obiceiului, revin proprietarului. Aceste prevederi privesc însă dreptul privat. În ceea ce privește dreptul public, există posibilitatea ca anumite reguli nescrise să se impună în practica anumitor instituții ale statului, dar pentru aceasta este nevoie de timp și de o permanentă corelare cu cerințele statului de drept. De aceea, se consideră că este mai greu de admis, teoretic, obiceiul ca izvor de drept constituțional .

## Locul dreptului constituțional în sistemul de drept
Dreptul constituțional, reglementând relații sociale fundamentale pentru procesul de instaurare, menținere și exercitare a puterii, este ramura principală în sistemul de drept. Aceasta impune ca toate celelalte norme juridice, aparținând altor ramuri de drept să fie conforme cu prevederile constituționale, obiectiv care se realizează în mod practic prin controlul constituționalității legilor, care, în România, se asigură de Curtea Constituțională.